# Азаровський могильник
Азаровський могильник — група з шести курганів розташована на плато правого
берега річки Олим поблизу села Азарово Касторенського району Курської області.
Один з курганів досліджено Г. О. Лєвих у 1991 році. Виявлено одне поховання харківсько-воронізької катакомбної культури. Матеріал частково опубліковано.